# Тварини Червоної книги України зі статусом «Зниклий»
Список тварин, занесених до Червоної Книги України зі статусом «Зниклий».

## Алфавітний список

### Д
| Українська назва виду | Латинська назва виду     | Рік  |
| --------------------- | ------------------------ | ---- |
| Довгокрил звичайний   | Miniopterus schreibersii | 1817 |

### З
| Українська назва виду | Латинська назва виду | Рік  |
| --------------------- | -------------------- | ---- |
| Златка блискуча       | Buprestis splendens  | 1774 |
| Зубр                  | Bison bonasus        | 1758 |

### О
| Українська назва виду | Латинська назва виду  | Рік  |
| --------------------- | --------------------- | ---- |
| Осетер атлантичний    | Acipenser sturio      | 1758 |
| Осетер шип            | Acipenser nudiventris | 1828 |

### Р
| Українська назва виду | Латинська назва виду | Рік  |
| --------------------- | -------------------- | ---- |
| Рибець малий          | Vimba tenella        | 1840 |

### Т
| Українська назва виду | Латинська назва виду | Рік  |
| --------------------- | -------------------- | ---- |
| Тюлень-монах          | Monachus monachus    | 1779 |

### Х
| Українська назва виду | Латинська назва виду  | Рік  |
| --------------------- | --------------------- | ---- |
| Ховрах європейський   | Spermophilus citellus | 1766 |